# Mestre Caetano
Mestre Caetano é um distrito do município brasileiro de Sabará, no estado de Minas Gerais. Segundo o censo demográfico de 2022, realizado pelo Instituto Brasileiro de Geografia e Estatística (IBGE), sua população era de 592 habitantes e havia 209 domicílios particulares permanentes ocupados. Possui área de 45,08 km² conforme a Fundação João Pinheiro (FJP).
Foi criado pela lei estadual nº 843 de 7 de setembro de 1923. Inicialmente era chamado de Cuiabá, sendo renomeado depois para Mestre Caetano.

## História
Situado a meio caminho entre Sabará e Caeté contém os povoados de Pompéu e Cuiabá, antigos núcleos de mineração aurífera do período colonial. O distrito de Mestre Caetano, instituído em 1846 e conhecido inicialmente como Cuiabá, pertencia a Caeté; desmembrado em 1923, passou a integrar o município de Sabará. A atual toponímia data de 1943, em homenagem ao célebre educador, fundador de um importante colégio em Sabará, Caetano de Azeredo.
A primeira referência documental encontrada a respeito de Cuiabá, localidade florescente e rica, resultado da exploração das minas de ouro ali existentes, está registrada no Livro Primeiro de Memórias da Câmara de Caeté, fls. 1, em assentamento datado de 2 de janeiro de 1787 e mostra a notícia histórica desse povoado de Cuiabá, mandado relatar pela rainha D. Maria I: 
“Desta povoação (São Gonçalo) seguindo à estrada a parte do poente, onde se acha a villa de Sabará, na quebrada de um monte, que verte ao norte para o Rio de Sabará se acha um lugar, que tem o nome de Cuiabá; nelle ha uma capella da Senhora do Rosario, ereta à custa dos moradores, e é filial da freguezia do Caethé; neste mesmo monte extrahem aquelles moradores por minas subterraneas formações de ouro, valendo-se das aguas do inverno para as lavarem; não é abundante de povo, e menos de mantimentos e fructas; está desviado da villa de Sabará pouco mais de uma legua, e junto a este lugar para aquella parte se separa o termo de Caethe daquelle, vindo a ter para aquelle rumo do poente duas leguas de extenção.” 
Auguste de Saint-Hilaire, ao viajar pela região em 1818, observa que “nos outeiros vizinhos da aldeia existiam diversas minas em atividade”. George Gardner, entre 1836 e 1841, visita o povoado e constata que as minas de Cuiabá já pertenciam à empresa inglesa: “Companhia de Cocais”. Cuiabá, em 1837, tinha 47 fogos e 278 almas. No ano de 1846, a população local era de 248 pessoas, sendo 72 escravos. Mais tarde, quando as minas foram reativadas pela Companhia do Morro Velho, as moradias locais não passavam de vinte. Richard Burton visita a região entre Sabará e Cuiabá em 1867 e só descreve a mineração existente. 
O viajante George Gardner, entre 1836 e 1841, passa por Sabará e segue por duas léguas até Cuiabá, na época pertencente à Companhia de Cocais, onde encontra dois funcionários ingleses e uma das esposas e segue até a Serra da Piedade. Auguste de Saint-Hilaire passou pelo arraial em 1818 e, também, deixou seu registro sobre o local: 
“Margeando sempre o Rio Sabará, cheguei ao arraial de Cuiabá pertencente à paróquia de Caeté. Cuiabá foi construída sobre a encosta de um monte, acima do Rio Sabará. Nos outeiros vizinhos da aldeia existiam diversas minas em atividade, quando de minha viagem. É a pouca distância de Cuiabá que se acham as divisas entre os termos de Caeté e Sabará; uma ponte marca essas divisas. Atravessei-a e, do outro lado, encontrei região mais descoberta.” 
O primitivo povoado era dividido em dois com as denominações de Cuiabá de baixo e Cuiabá de cima. Cuiabá de baixo era a parte nobre, próxima à estação ferroviária e ao rio Sabará, onde residia o “coronel” Sr. Joaquim Cláudio, pertencente à família de maior prestígio no povoado e onde se encontrava a mina velha. A mina do Viana, a mais produtiva, situava-se em Cuiabá de cima. Segundo um ex-morador de Cuiabá, o ouro era tirado dessas minas e transportado por burros. Com a desativação da mineradora e a falta de infraestrutura local, os moradores deixaram o antigo arraial para morar em Sabará, Nova Lima ou outros lugares. Atualmente, das construções primitivas, entre elas, uma antiga senzala e uma fazenda, restaram apenas ruínas de pedras, as bocas de minas e o importante acervo arquitetônico das Capelas de Nossa Senhora do Rosário e da Ermida de Santa Efigênia. 
Do povoado de Cuiabá, depois de reativada a mineração pela Mineração Morro Velho S. A., detentora do “Manifesto de Lavra de nº 308 de 1961 para exploração de ouro e outros minerais”, restou apenas a grande quantidade de ruínas e vestígios de edificações de porte avantajado, que se encontram esparsas, semiescondidas por entre a vegetação abundante. Hoje arruinado, o arraial, longe da sede municipal, preservou apenas pequeno, mas importante, acervo arquitetônico religioso representado pelas Capela de Nossa Senhora do Rosário e de Santa Efigênia. 
O distrito teve relativa prosperidade até a segunda guerra mundial. Como tinha sua economia voltada para a mineração, e à época a atividade empregava grande quantidade de explosivos à base de dinamite, o consumo do explosivo no período de guerra inviabilizou a atividade extrativista. Além disso, houve a fixação da Companhia Belgo-Mineira em Sabará, o que atraiu boa parte dos habitantes de Mestre Caetano para o Distrito vizinho. O resultado foi o esvaziamento populacional e econômico da sede do Distrito. 
Além da sede do distrito, houve também a criação do arraial de Pompéu, que ficava onde atualmente é o bairro de mesmo nome (Pompéu), e o que hoje é considerado o centro do distrito. Sua maior proximidade com Sabará, se comparado à sede de Mestre Caetano, é um dos fatores que explicam o crescimento do bairro ante o esvaziamento de Mestre Caetano. 
O Arraial de Pompéu foi fundado nos primeiros anos do século XVIII pelo sertanista José Pompéu, um dos primeiros descobridores do ouro. Segundo historiadores, Pompéu teria sido morto, na Guerra dos Emboabas: um conflito ocorrido naquela região entre paulistas, baianos e renóis em 1708.